# Bitwa pod Jabłonką Kościelną

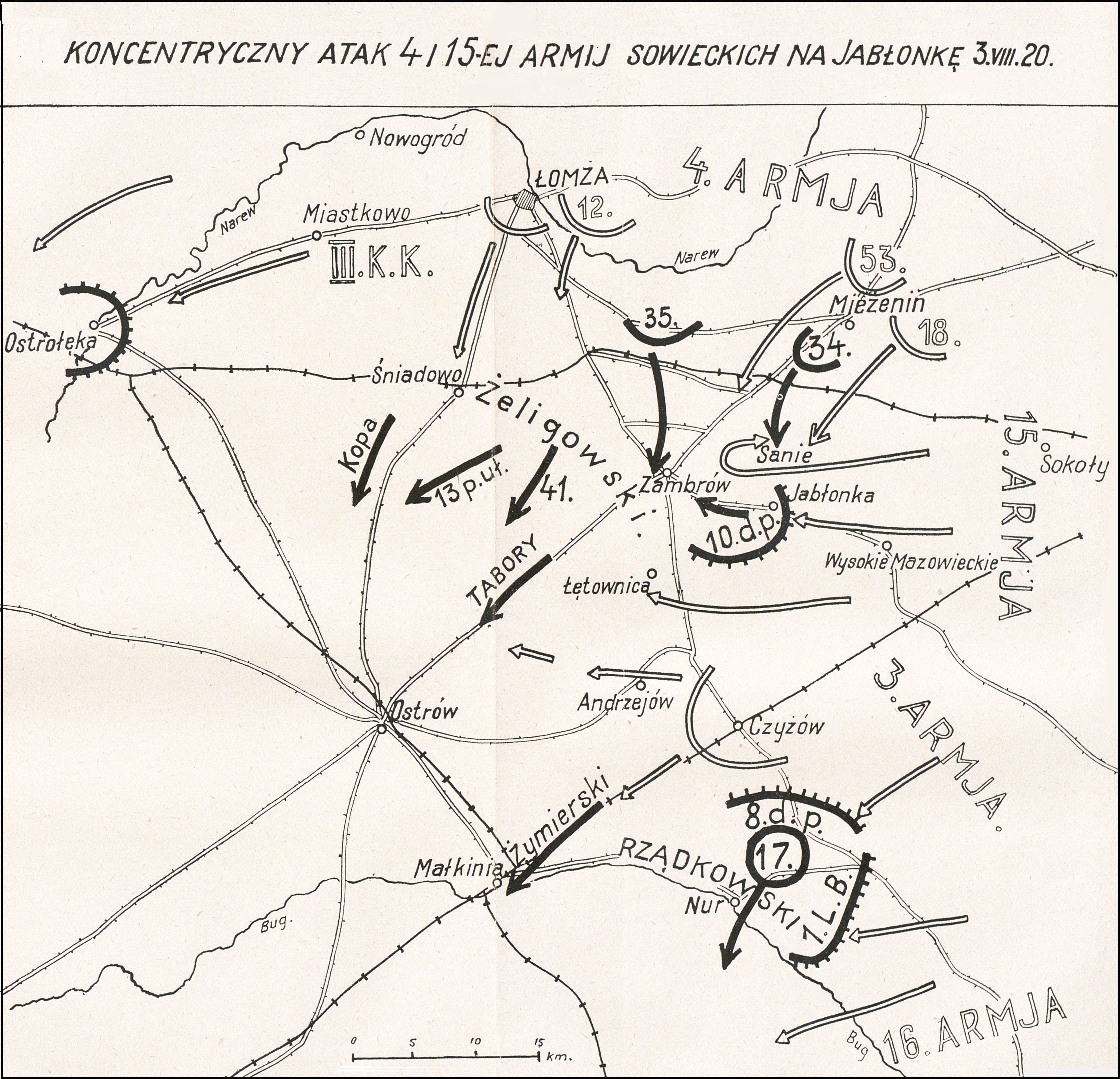
Generał Lucjan Żeligowski, Wojna w roku 1920 – wspomnienia i rozważania

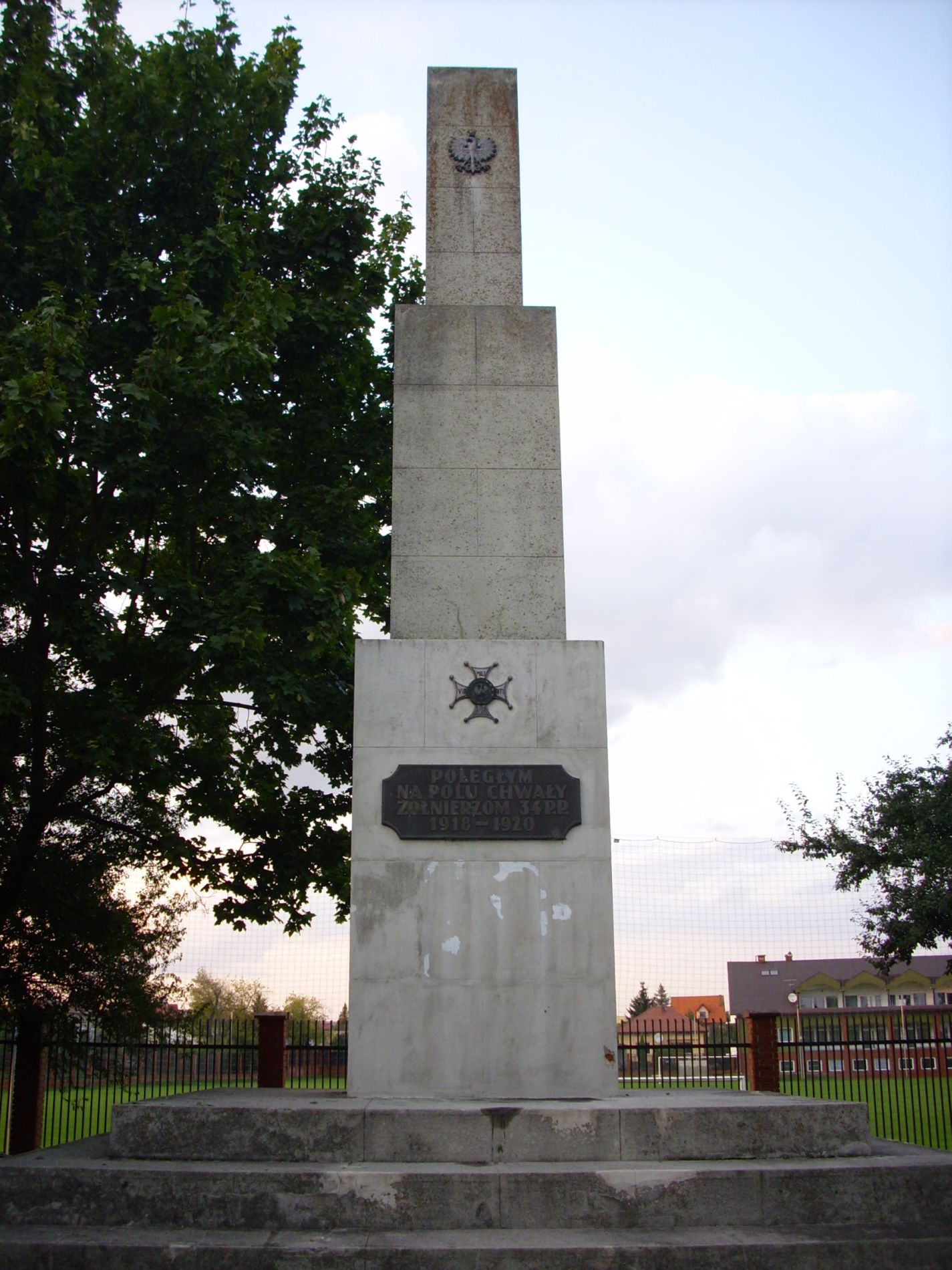
Biała Podlaska - pomnik ku czci żołnierzy 34 pułku piechoty poległych w latach 1918–1920

Bitwa pod Jabłonką Kościelną – walki polskiego 34 pułku piechoty por. Kazimierza Galińskiego z oddziałami sowieckich 4., 18. i 54 Dywizji Strzelców w czasie II ofensywy Frontu Zachodniego Michaiła Tuchaczewskiego w okresie wojny polsko-bolszewickiej.

## Położenie wojsk przed bitwą
W pierwszej dekadzie lipca przełamany został front polski nad Autą, a wojska Frontu Północno-Wschodniego gen. Stanisława Szeptyckiego cofały się pod naporem ofensywy Michaiła Tuchaczewskiego.
Naczelne Dowództwo Wojska Polskiego nakazało powstrzymanie wojsk sowieckiego Frontu Zachodniego na linii dawnych okopów niemieckich z okresu I wojny światowej.
Sytuacja operacyjna, a szczególnie upadek Wilna i obejście pozycji polskich od północy, wymusiła dalszy odwrót wojsk polskich.
1 Armia gen. Gustawa Zygadłowicza cofała się nad Niemen, a 4 Armia nad Szczarę.
Obrona wojsk polskich na linii Niemna i Szczary również nie spełniła oczekiwań. W walce z przeciwnikiem oddziały polskie poniosły duże straty i zbyt wcześnie zaczęły wycofanie na linię Bugu.
Plan polskiego Naczelnego Dowództwa zakładał, że 1. i 4 Armia oraz Grupa Poleska do 5 sierpnia będą bronić linii Narew – Orlanka oraz Leśna – Brześć, aby umożliwić przygotowanie kontrofensywy z rejonu Brześcia na lewe skrzydło wojsk Frontu Zachodniego Michaiła Tuchaczewskiego. Rozstrzygającą operację na linii Bug, Ostrołęka, Omulew doradzał też gen. Maxime Weygand.

## Walki pod Jabłonką Kościelną
2 sierpnia 1920 pod Mężeninem rozbita została sowiecka 53 Brygada Strzelców, a w ugrupowaniu sowieckim powstała luka.
Dowódca grupy operacyjnej gen. Lucjan Żeligowski wydał rozkaz dowódcy 34 pp, by wykorzystując wcześniejsze powodzenie, wyjść na tyły  wojsk sowieckich zbierających się pod Jabłonką Kościelną. Grupą obejścia kierował dowódca XVIII Brygady Piechoty płk Aleksander Narbut-Łuczyński.
Rano 3 sierpnia 34 pułk piechoty rozpoczął marsz z Kołaków Kościelnych i Leśnicy. Awangardę stanowił III batalion.  Wczesnym popołudniem pod Gołaszami-Dębem  nawiązano kontakt ogniowy z sowiecką 10 Brygadą Strzelców. Po włączeniu się do walki II batalionu opanowano stanowiska obronne sowieckiej brygady. W walce ciężko ranny został por. Galiński. Płk Narbut-Łuczyński powierzył dowodzenie pułkiem por. Wincentemu Wolskiemu. Chwilowe załamanie polskiego natarcia umożliwiło przeciwnikowi zebranie rozproszonej 10 Brygady Strzelców. Jej działania wzmocniła też odwodowa  brygada z 54 Dywizji Strzelców.
Spóźniony polski pułk dotarł do Jabłonki Kościelnej późnym popołudniem. W tym czasie Sowieci zdążyli przygotować już obronę i stawili zacięty opór. Miejscowość kilkakrotnie przechodziła z rąk do rąk. Ostatecznie Polacy wycofali się na wzgórza pod Trzcianką.
Wieczorem Sowieci otrzymali posiłki, a 52 Brygada Strzelców wyszła na tyły 34 pp pod Saniami. Celem odblokowania pułku, płk Łuczyński wyprowadził kontratak siłami III batalionu. W ciężkim boju na wąskiej grobli zepchnięto pododdziały sowieckiej 52 BS na skraj wsi. Jednakże prowadzony z trzech stron ogień broni maszynowej rozproszył batalion. Tylko małe grupki żołnierzy z oficerami na czele zdołały  przedrzeć się i następnego dnia dotarły do Zambrowa.
Porucznik Wolski, nie mając meldunków o losie III batalionu, zebrał dwa pozostałe bataliony i podjął próbę przebicia się na Gołasze-Dąb.
Idąca w szpicy kompania por. Bronisława Szostaka natknęła się na oddziały 54 Dywizji Strzelców. W całkowitych ciemnościach, walcząc wręcz, torowano sobie przejście przez linie czerwonoarmistów. W czasie walk poległ por. Wolski. II batalion został ostrzelany ogniem artylerii i wycofał się do lasów. Nad ranem 4 sierpnia dotarł do Mężenina. Tutaj został otoczony i zmuszony do złożenia broni.

## Bilans walk
Bitwa pod Jabłonką Kościelną zakończyła się klęską 34 pułku piechoty.
Pułk stracił ponad 700 poległych, rannych i jeńców. Jego resztki zostały wycofane do Pabianic. Tam pułk przeszedł  reorganizację. Ranni płk Narbut-Łuczyński i por. Galiński w cywilnych ubraniach przedostali się chłopskim wozem do polskich linii.
Do roku 1939 dzień 3 sierpnia był dniem mszy żałobnej za poległych w latach 1918–1920 towarzyszy broni.